# Julien De Sart
Julien Ariel De Sart (Waremme, Belgium, 1994. december 23. –) belga labdarúgó, a KAA Gent játékosa.

## Pályafutása

### Standard de Liège
De Sart a Standard de Liège ifiakadémiáján nevelkedett. Az első csapatban 2013. augusztus 22-én, egy FK Minszk elleni Európa-liga-meccsen mutatkozott be, végigjátszva a találkozót. A bajnokságban három nappal később, a RAEC Mons ellen debütált, az első félidőben csereként váltva a sérült Yoni Buyenst. A 83. percben második sárga lapja után kiállította a játékvezető. Első gólját szintén a RAEC Mons ellen szerezte, 2013. november 24-én.

### Middlesbrough
2016. február 1-jén ismeretlen összeg ellenében leigazolta az angol Middlesbrough, ahol három és fél éves szerződést írt alá.

## Sikerei, díjai
- KAA Gent
  - Belga kupa: 2021–22